# Tina Liebig
Tina Liebig, née le 28 avril 1980 à Gera est une coureuse cycliste allemande, active dans les années 2000. 

## Biographie
Elle a étudié la géographie. Elle commence le cyclisme au club du SSV Gera en 1990. Elle court ensuite pour l'équipe Euregio Egrensis. En 1998, elle remporte le championnat du monde sur route juniors à Fauquemont. Dans la catégorie espoirs, elle confirme son potentiel en réalisant notamment une deuxième place dans une épreuve en Suisse puis en terminant sixième du championnat d'Europe du contre-la-montre espoirs. Elle devient professionnelle en 2004 dans l'équipe Nürnberger Versicherung.
En 2003, elle gagne le Tour de la Drôme puis en 2004 le Tour du Trentin. En 2005, elle s'impose sur le Tour de Feminin - O cenu Ceskeho Svycarska. L'épreuve se décide lors de la première étape, où un groupe de cinq coureuses dont Tina Liebig se dispute la victoire avec plus de dix minutes d'avance sur les poursuivantes. Elle se classe ensuite troisième du contre-la-montre individuel. L'après-midi, elle suit Judith Arndt lors de son attaque et conserve ainsi sa place de leader. La même année, elle remporte la Coupe d'Allemagne de cyclisme. En 2006, elle devient championne d'Allemagne de la montagne. En 2009, elle remporte le classement de la meilleure grimpeuse du Tour de Thuringe.
Fin 2009, elle annonce sa retraite. Elle est depuis responsable de la location de cycles urbains à Mayence.

## Palmarès sur route

### Palmarès par années
- 1998
  -  Championne du monde sur route juniors
- 2002
  - Albstadt-Frauen-Etappenrennen :
    - Classement général
    - 1re et 2e étapes

  - 3e du championnat d'Allemagne du contre-la-montre
- 2003
  - Tour de la Drôme
  - 5e étape du Tour de Feminin - O cenu Ceskeho Svycarska
  - 3e du championnat d'Allemagne sur route
- 2004
  - Tour du Trentin :
    - Classement général
    - 1re étape
- 2005
  - Tour de Feminin - O cenu Ceskeho Svycarska
- 2006
  - 2e de l'Albstadt-Frauen-Etappenrennen
  - 3e du championnat d'Allemagne sur route
- 2008
  - 3e du championnat d'Allemagne sur route

### Classements mondiaux
| Année          | 2002 | 2003 | 2004 | 2005 | 2006 | 2007 | 2008 | 2009 |
| Classement UCI | 108e | 69e  | 45e  | 75e  | 114e | 95e  | 150e | 187e |